# Ken Laufman
Kenneth "Ken" Laufman, född 30 januari 1932 i Hamilton i Ontario, är en kanadensisk före detta ishockeyspelare.
Laufman blev olympisk silvermedaljör i ishockey vid vinterspelen 1960 i Squaw Valley.